# Rode vaasspons
De rode vaasspons (Mycale laxissima) is een soort van sponsdieren (Porifera), behorend tot het geslacht Mycale.
De soort komt vooral voor in wateren rond de Caraïben, de Bahama's, en de Florida Keys. De soort wordt 8 tot 30 centimeter lang. De naam dankt de soort aan zijn vaasvormige omvang. De rode vaasspons voedt zich vooral met plankton.